# Neápolis (Tunísia)
Néapolis (em árabe: نيابوليس) foi uma cidade da Antiguidade e atualmente é um sítio arqueológico situado na costa norte da Tunísia, dois quilómetros a sudoeste do centro da cidade de Nabeul.
É uma das raras cidade do Magrebe que ostenta um nome grego. É mencionada em registos históricos desde o século V a.C., nos textos de Tucídides. É também a cidade mais antiga da região a seguir a Cartago. Foi uma importante cidade cartaginesa, antes de ser destruída por Lúcio Calpúrnio Pisão Cesonino.
Sob o domínio romano, foi elevada a colónia por Júlio César ou por Augusto. Pelas inscrições sabe-se que foi próspera. Os últimos registos históricos são relativos à nomeação de bispos até 646.
Aparentemente foi esquecida durante várias centenas de anos. No século XII, Dreses menciona a existência de "uma antiga Nabeul", reduzida a ruínas, situadas alguns quilómetros da nova cidade. Durante as sua viagem na regência de Tunes, Victor Guérin (r.1821  1890) observou várias inscrições sobre pedestais onde constava o nome Col(oniae) Iul(iae) Neap(olis).
As primeiras escavações foram realizadas em 1965 e puseram a descoberto um complexo industrial da época romana para o fabrico de garo, um bairro residencial com casas pavimentadas com mosaicos soberbos, alguns deles conservados in situ e outros expostos no Museu de Nabeul.[carece de fontes?]
O sítio passou por um programa de requalificação entre 1996 e 2002, levado a cabo pelo Instituto Nacional do Património e pela Agência de Requalificação do Património e Promoção Cultural.[carece de fontes?]